# 761-es busz
A 761-es jelzésű regionális autóbusz Biatorbágy, Meggyfa utca és Bicske, Kossuth tér között közlekedett, kizárólag tanítási időszakban. A viszonylatot a Volánbusz üzemeltette.

## Története
2022. szeptember 1-jén indult az építés alatt álló Biatorbágyi Innovatív Technikum és Gimnázium megnyitásáig, ami a 2022–2023-as tanévben a bicskei Vajda János Technikumban székelt. Az intézmény átadása miatt 2023. szeptember 1-jén már nem indult el.

## Megállóhelyei
| 761 (Biatorbágy, Meggyfa utca – Bicske Kossuth tér) | 761 (Biatorbágy, Meggyfa utca – Bicske Kossuth tér) | 761 (Biatorbágy, Meggyfa utca – Bicske Kossuth tér) | 761 (Biatorbágy, Meggyfa utca – Bicske Kossuth tér) | 761 (Biatorbágy, Meggyfa utca – Bicske Kossuth tér) | 761 (Biatorbágy, Meggyfa utca – Bicske Kossuth tér) | 761 (Biatorbágy, Meggyfa utca – Bicske Kossuth tér) | 761 (Biatorbágy, Meggyfa utca – Bicske Kossuth tér) |
| Perc (↓)                                            | Megállóhely                                         | Perc (↑)                                            | Átszállási kapcsolatok a járat megszűnésekor        |                                                     |                                                     |                                                     |                                                     |
| --------------------------------------------------- | --------------------------------------------------- | --------------------------------------------------- | --------------------------------------------------- | --------------------------------------------------- | --------------------------------------------------- | --------------------------------------------------- | --------------------------------------------------- |
| 0                                                   | Biatorbágy, Meggyfa utca végállomás                 | 34                                                  | 760, 763, 767, 778 Via 1, Via 2                     |                                                     |                                                     |                                                     |                                                     |
| 1                                                   | Biatorbágy, Völgyhíd                                | 33                                                  | 782 Via 1, Via 2                                    |                                                     |                                                     |                                                     |                                                     |
| 2                                                   | Biatorbágy, Vendel tér                              | 32                                                  | 762, 782 Via 1, Via 2                               |                                                     |                                                     |                                                     |                                                     |
| 4                                                   | Biatorbágy, Szent László utca                       | 30                                                  | 762, 778, 782 Via 1, Via 2                          |                                                     |                                                     |                                                     |                                                     |
| 5                                                   | Biatorbágy, Tavasz utca                             | 29                                                  | 762, 778, 782 Via 1, Via 2                          |                                                     |                                                     |                                                     |                                                     |
| 7                                                   | Biatorbágy, Kinizsi utca                            | 27                                                  | 762, 778, 782                                       |                                                     |                                                     |                                                     |                                                     |
| 9                                                   | Biatorbágy, Fő tér                                  | 25                                                  | 762, 778, 782                                       |                                                     |                                                     |                                                     |                                                     |
| 11                                                  | Biatorbágy, Kolozsvári utca                         | 23                                                  | 760, 762, 763, 767, 778, 782 Via 1, Via 2           |                                                     |                                                     |                                                     |                                                     |
| 13                                                  | Biatorbágy, Orvosi rendelő                          | 21                                                  | 760, 762, 763, 767, 778, 782 Via 1, Via 2           |                                                     |                                                     |                                                     |                                                     |
| Biatorbágy–Herceghalom közigazgatási határa         |                                                     |                                                     |                                                     |                                                     |                                                     |                                                     |                                                     |
| 22                                                  | Herceghalom, vasútállomás bejárati út               | 12                                                  | 1251 S10 , S12                                      |                                                     |                                                     |                                                     |                                                     |
| Herceghalom–Mány közigazgatási határa               |                                                     |                                                     |                                                     |                                                     |                                                     |                                                     |                                                     |
| Mány–Bicske közigazgatási határa                    |                                                     |                                                     |                                                     |                                                     |                                                     |                                                     |                                                     |
| 32                                                  | Bicske, Kanizsai utca                               | 2                                                   |                                                     |                                                     |                                                     |                                                     |                                                     |
| 34                                                  | Bicske, Kossuth tér végállomás                      | 0                                                   | 702, 784, 8011, 8120                                |                                                     |                                                     |                                                     |                                                     |